# Damiq-iliszu

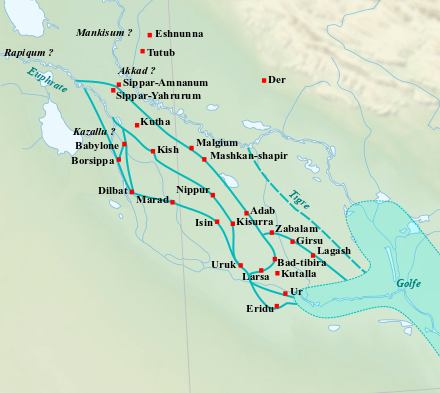
Mapa południowej Mezopotamii w okresie starobabilońskim (ok. 2000-1595 p.n.e.)

Damiq-iliszu (akad. Damiq-ilīšu, zapisywane Da-mi-iq-i3-li2-šu, tłum. „Jego bóg jest łaskawy”) – piętnasty, ostatni król z I dynastii z Isin, następca i syn Sin-magira. Według Sumeryjskiej listy królów (kopia P5) panować miał przez 23 lata. Jego rządy datowane są na lata ok. 1816–1794 p.n.e. (chronologia średnia). 
Znany jest z niewielkiej liczby inskrypcji budowlanych na glinianych stożkach. Był ostatnim niezależnym władcą z I dynastii z Isin. Po trwających wiele lat walkach pokonany został przez Rim-Sina I z Larsy, który przyłączył Isin do swego królestwa.